# コパ・エクアドル
コパ・エクアドル（スペイン語:Copa Ecuador）はエクアドル国内で行われるサッカーのカップ戦である。
優勝チームはコパ・スダメリカーナ出場権を獲得する。

## 概要
第一回ではセリエAの全クラブ、セリエB以下からはエクアドルサッカー連盟から選ばれた32チームの計48チームが参加した。

## 結果
| 年   | 優勝    | 合計スコア | 準優勝       |
| ---- | ------- | ---------- | ------------ |
| 2019 | LDUキト | 3–3 (a)    | デルフィンSC |

## 歴代優勝クラブ
| Club         | 優勝 | 準優勝 | 優勝年 | 準優勝年 |
| ------------ | ---- | ------ | ------ | -------- |
| LDUキト      | 1    | 0      | 2019   | –        |
| デルフィンSC | 0    | 1      | –      | 2019     |